# Patio de la Reina

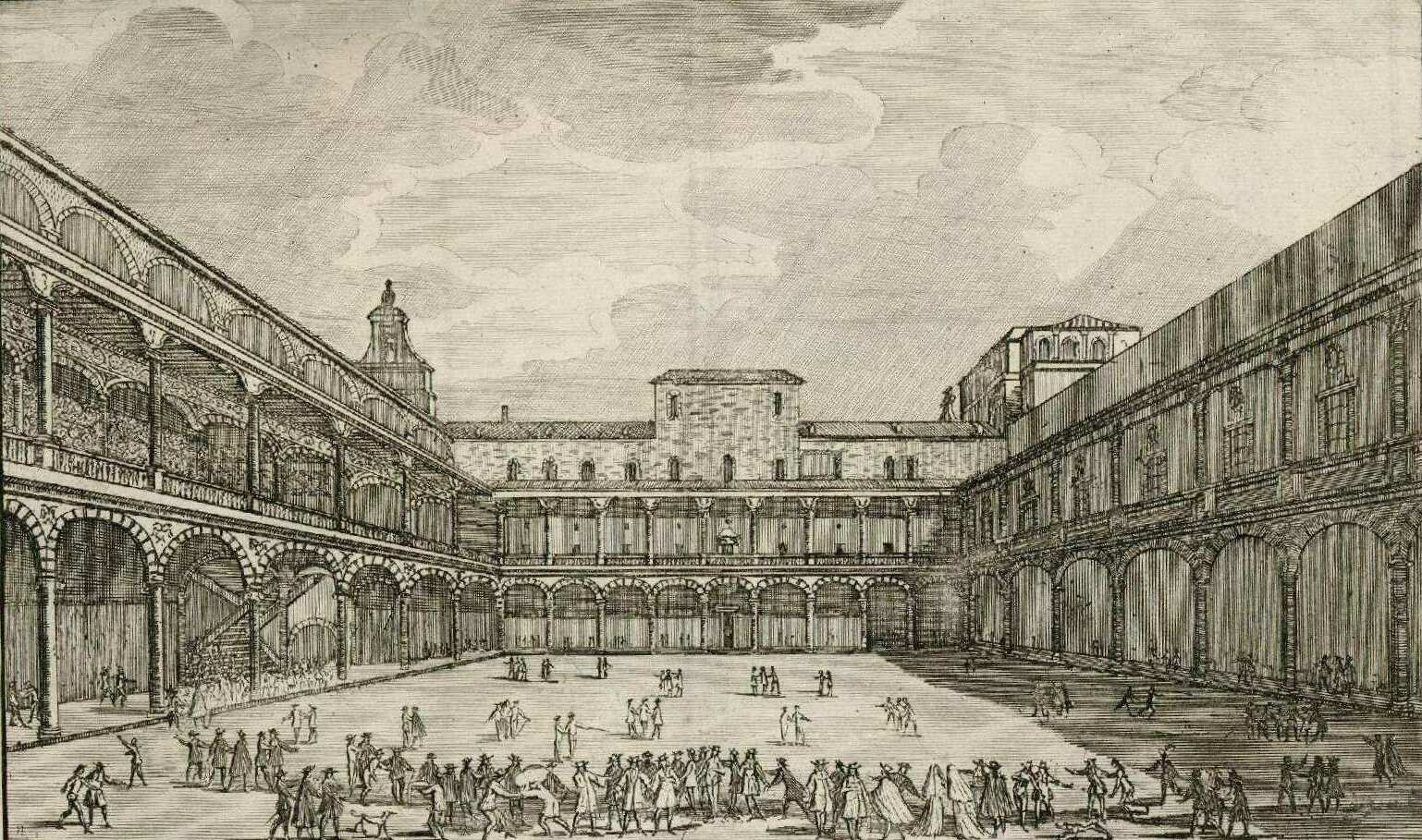
Vista del patio como parte de la obra Theatrum hispaniae exhibens regni urbes villas ac viridaria magis illustria.

El patio de la Reina fue un importante espacio arquitectónico del desaparecido Alcázar de Madrid.

## Historia
El patio encuentra su origen en las reformas ordenadas en el Alcázar por Carlos I de España. La más importante de ella fue la ampliación del alcázar, construyendo un patio al este de las edificaciones existentes. Este patio sería conocido posteriormente como patio de la Reina, como contraposición al ya existente, conocido como del Rey.
Este desdoblamiento supuso la construcción de tres crujías formando un patio de proporciones mayores que el del Rey. En el primer piso de las crujías sur y este del nuevo patio se disponían las habitaciones de la Reina, conocidas conjuntamente como Cuarto de la Reina.
Las obras se finalizarían alrededor de 1560 e incluyeron la construcción de dos cisternas para el almacenamiento de agua.
El patio desaparecería tras la demolición del Alcázar como consecuencia de su incendio, ocurrido el 24 de diciembre de 1734.

## Descripción
El patio presentaba una forma casi cuadrangular. En sus cuatro lados contaba con sendas galerías de doble altura. En el piso inferior se disponían arcos de medio punto sostenidos por columnas dóricas.